# Convenção contábil
As convenções contábeis são um guia de boas práticas para indicar a conduta adequada do exercício profissional da profissão contábil. Enquanto o princípio contábil deve ser seguido na profissão por força de lei, a convenção apenas indica com exemplos a melhor forma de se realizar a escrituração dando maior clareza aos princípios.
Alguns autores podem diferenciar na nomenclatura e quantidade de convenções mas os mais usados são:

## Convenção da Objetividade
Os registros devem ser realizados conforme os documentos apresentados independente dos seus resultados evitando uma escolha de critério subjetivo. 

## Convenção da Materialidade
Os fatos registrados devem ser registrados conforme acontecerem objetivando sua relevância na mudança patrimonial. 
Como exemplo mais básico está a compra de estabilizador nas empresas. Muitas vezes eles não são registrados como patrimônio pois apesar da sua materialidade não tem relevância na contabilidade evitado assim um trabalho de controle e movimentação.

## Convenção da Consistência
Dado um critério a ser adotado, ele não deve mudar com frequência. Caso ocorra uma mudança ele deve ser bem documentado mostrando a objetividade da ação. Conhecido também como evidenciação, já que ocorrida uma mudança é preciso demonstrar o critério utilizado e a objetividade do mesmo.

## Convenção do Conservadorismo
O registro devem sempre ser o mais conservador possível no que tange a precaução do contador para nunca antecipar lucro mostrando um otimismo ilusório.